# Unistalda
Unistalda är en kommun i Brasilien.   Den ligger i delstaten Rio Grande do Sul, i den södra delen av landet, 1 700 km sydväst om huvudstaden Brasília. Antalet invånare är 2 453.
Trakten runt Unistalda består i huvudsak av gräsmarker. Runt Unistalda är det mycket glesbefolkat, med 4 invånare per kvadratkilometer.